# Religia w Liberii
| Religia                | Pew Research Center, 2010 | Operation World, 2010 | Spis powszechny, 2008 |
| ---------------------- | ------------------------- | --------------------- | --------------------- |
| Chrześcijanie          | 85,9%                     | 41,4%                 | 85,6%                 |
| Protestantyzm          | 76,0%                     | 29,0%                 | –                     |
| Katolicyzm             | 7,2%                      | 4,9%                  | –                     |
| Pozostali/nieokreśleni | 2,7%                      | 7,5%                  | –                     |
| Muzułmanie             | 12,0%                     | 15,5%                 | 12,2%                 |
| Religie afrykańskie    | 0,5%                      | 42,5%                 | 0,6%                  |
| Brak religii           | 1,4%                      | –                     | 1,5%                  |

Zaraz po Zielonym Przylądku, Liberia jest najbardziej chrześcijańskim krajem wśród państw Afryki Zachodniej. Według Spisu Powszechnego w 2008 roku chrześcijaństwo wyznawało blisko 3 mln mieszkańców (85,6%). Dużą mniejszość religijną stanowili muzułmanie z 425 tys. wyznawców (12,2%).
Konstytucja Liberii gwarantuje wolność wyznania, a rząd na ogół przestrzega tego prawa w praktyce.

## Chrześcijaństwo

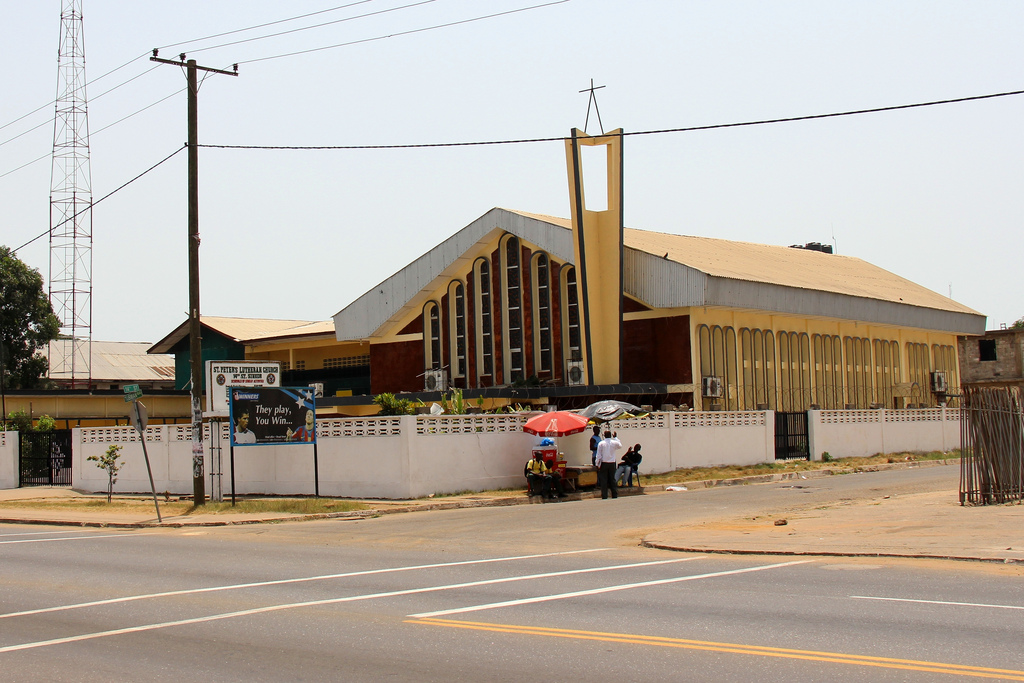
Luterański Kościół Św. Piotra w Monrovii.

Pierwsze wpływy chrześcijaństwa w Liberii odnotowano w pierwszej połowie XIX wieku. Kolejno do Liberii przybywali: baptyści (1822), metodyści (1833), anglikanie (1836), katolicy (1841) i luteranie (1860).
Największy odsetek chrześcijan występuje wśród: Amerykanoliberyjczyków, ludów Akan, Kru i Bassa. Wielu spośród Liberyjczyków, którzy identyfikują się jako chrześcijanie, praktykuje także jako drugą religię tradycyjne wierzenia plemienne.

Większość chrześcijan w Liberii to protestanci. Największymi denominacjami chrześcijańskimi są Zjednoczony Kościół Metodystyczny i Kościół katolicki. Inne większe wyznania to: zielonoświątkowcy, baptyści, luteranie, adwentyści dnia siódmego i anglikanie. 
Mniejszą liczbę wyznawców (poniżej 10 tys.) stanowią także: mormoni, Świadkowie Jehowy (7,4 tys.) i kalwini.

## Islam

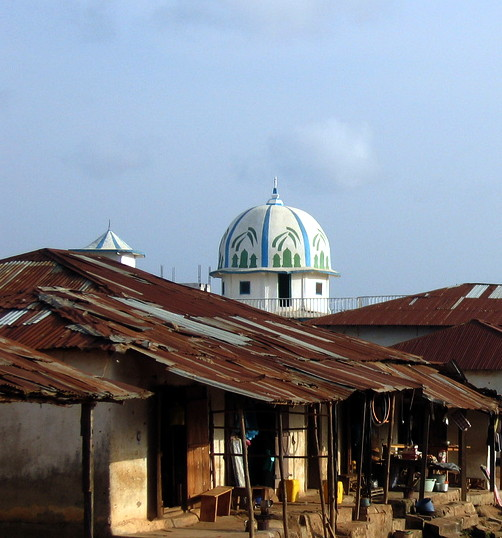
Meczet w Voinjama.

Muzułmanie znajdują się głównie wśród plemienia Gola i ludów Mande w północno-zachodniej części kraju.

## Inne religie
Inne religie obejmują m.in.: bahaistów (13,2 tys.), hinduistów, sikhów i buddystów. Stanowią oni jednak mniej niż 1% populacji.